# 普罗科皮乌斯
普罗科皮乌斯（拉丁語：Procopius，约325/326年—366年5月27日）是一名罗马帝国篡位稱帝者。

## 生平
据阿米阿努斯·馬爾切利努斯记载普罗科皮乌斯是奇里乞亚，他早年在那里度过，可能在科律克索。普罗科皮乌斯的母系是希腊人。他与皇帝尤利安是堂兄弟，政治家尤利烏斯·君士坦提烏斯是他们共同的外公。他的前妻可能叫阿耳忒弥西亚，他的后妻是皇帝君士坦提烏斯二世的寡妇傅天娜。他的孙子（与他同名）在5世纪是罗马将军，他的曾孙安特米乌斯在467年到472年间任西羅馬帝國皇帝。
君士坦提烏斯二世统治时期，358年普罗科皮乌斯被任为大使去萨珊王朝。当时他的级别为护民官和书记官。
普罗科皮乌斯成为尤利安的随从。363年他参加尤利安对萨珊王朝的战争。尤利安命令普罗科皮乌斯和赛巴斯蒂安努斯带三万人控制底格里斯河上游，如果可能，与亚美尼亚国王阿尔沙克二世会合，向南进发，加入尤利安在叙利亚的军队。但是当普罗科皮乌斯在努賽賓和辛加拉之间与大军会合时尤利安已经死了，他遇到的是新皇帝约维安。
据佐西姆斯的记载尤利安曾经赐给普罗科皮乌斯一件皇帝穿的袍子，但是没有把这件事公开。约维安称帝后普罗科皮乌斯把袍子献给约维安，并说明了原来尤利安打算立普罗科皮乌斯为继承人的意图。他请求新皇帝允许他此职归乡。约维安同意。普罗科皮乌斯一家退休到凯撒利亚。
阿米阿努斯的记载与佐西姆斯的稍有出入，他的记载主要基于斯特拉特基乌斯·穆索尼安努斯的证词。他说当时军中有没有根据的流传说尤利安下令他死后让普罗科皮乌斯继位。由于约维安此前就已经因为类似的原因处死了一名手下将军，普罗科皮乌斯怕受报复，因此躲起来，但是后来被授命把尤利安的尸体运到塔尔苏斯并在当地安葬。据菲羅斯托洛爾斯的记载，由于他的妻子不愿隐居，最后他们在凯撒利亚定居。
约维安死后新皇帝瓦伦提尼安一世和瓦伦斯派兵去逮捕普罗科皮乌斯。普罗科皮乌斯束手就擒，但是请求和他的家庭见面，他请抓他的人吃喝，然后乘机与他的家庭逃跑，首先逃到黑海，然后逃到克里米亚躲藏。但是普罗科皮乌斯始终心惊胆颤，怕被出卖。最后他决定去君士坦丁堡向斯特拉特基乌斯求救。
普罗科皮乌斯到达君士坦丁堡后收买了两个驻扎在当地的军团支持他，控制帝国首都。365年9月28日他自称为皇帝，此后很快控制色雷斯和比提尼亞二省。
一开始瓦伦斯无法控制普罗科皮乌斯的叛乱，甚至考虑和普罗科皮乌斯谈判，但是在撒路斯提乌斯的协助下他很快转变局势，他有才能的将军在推雅推喇战役和纳科利亚战役中击败普罗科皮乌斯的军队。普罗科皮乌斯逃离战场，在弗里吉亚的野地里躲藏，但是很快被自己的将军们出卖。瓦伦斯下令处死普罗科皮乌斯。把他绑在两颗用力弯倒的树上，在树反弹的时候把他撕碎。瓦伦斯给出卖普罗科皮乌斯的将军们的奖赏是把他们锯成两半。